# Marija Gorochovskaja
Marija Gorochovskaja (Russisch: Мария Кондратьевна Гороховская) (Jevpatorija, 17 oktober 1921 – Tel Aviv, 7 juli 2001) is een voormalig turnster uit de Sovjet-Unie. Ze vertegenwoordigde haar vaderland op de Olympische Zomerspelen 1952 in Helsinki en zorgde voor de eerste gouden olympische medailles voor de Sovjet-Unie.
De Sovjet-Unie beloonde haar met de hoogste eer in sport, de Orde van de Rode Vlag van de Arbeid onderscheiding en de 'Honoured Master of Sport' badge. Daarnaast ontving ze de Orde van de Vaderlandse Oorlog onderscheiding voor haar werk in de ziekenhuizen in Leningrad tijdens de Tweede Wereldoorlog. Verder kreeg ze in 1991 een plaats in de 'International Jewish Sports Hall of Fame'.
De joodse Gorochovskaja emigreerde in 1990 naar Israël waar ze in 2001 op 79-jarige leeftijd overleed.

## Resultaten

### Olympische Zomerspelen
| Jaar | Plaats   | Resultaten                                                                                               |
| ---- | -------- | --- |
| 1952 | Helsinki | Team meerkamp · Individuele meerkamp · Team ritmische gymnastiek · Sprong · Brug ongelijk · Balk · Vloer |

### Wereldkampioenschappen
| Jaar | Plaats | Resultaten                                                  |
| ---- | ------ | ----------------------------------------------------------- |
| 1954 | Rome   | Team meerkamp · 7e Individuele meerkamp · 4e Sprong · Vloer |

### Top scores
Hoogst behaalde scores op mondiaal niveau (Olympische Spelen of Wereldkampioenschap finales).
| Onderdeel            | Score | Wedstrijd                   | Locatie  |
| -------------------- | ----- | --------------------------- | -------- |
| Individuele meerkamp | 76.78 | Olympische Zomerspelen 1952 | Helsinki |
| Sprong               | 19.19 | Olympische Zomerspelen 1952 | Helsinki |
| Brug ongelijk        | 19.26 | Olympische Zomerspelen 1952 | Helsinki |
| Balk                 | 19.13 | Olympische Zomerspelen 1952 | Helsinki |
| Vloer                | 19.20 | Olympische Zomerspelen 1952 | Helsinki |